# Casa de Dănești
La familia de los Dănești es una de los dos principales familias descendientes de la Casa de Basarab, boyardos de la nobleza rumana, siendo los otro descendientes la familia de los Drăculești. Estas dos ramas lucharon por el trono de Valaquia durante más de cien años. Los Dănești descendían del príncipe Dan I de Valaquia, hermano de Mircea I el Viejo. Fueron considerados "basarabs legítimos" y estuvieron apoyados por la nobleza de Oltenia (Valaquia occidental). Por su parte, los Drăculești, descendiente de Vlad II el Dragón, hijo de Mircea I el Viejo, eran considerados una "línea bastarda" pero contaban con el apoyo de la nobleza de Muntenia (este de Valaquia). Las dos líneas dieron alternativamente muchos príncipes al Principado de Valaquia.  

## Miembros de la familia de los Dănești
- Dan I de Valaquia
- Dan II de Valaquia
- Basarab II de Valaquia
- Vladislao II de Valaquia
- Dan III Danicul
- Basarab Laiotă cel Bătrân
- Basarab Țepeluș cel Tânăr
- Vladislao III de Valaquia
- Basarab VI
- Moïse de Valaquia